# Eupeliococcus tragopogoni
Eupeliococcus tragopogoni är en insektsart som beskrevs av Savescu 1985. Eupeliococcus tragopogoni ingår i släktet Eupeliococcus och familjen ullsköldlöss.
Artens utbredningsområde är Rumänien. Inga underarter finns listade i Catalogue of Life.